# Orloge Simard
Orloge Simard est un groupe de musique créé en 2012 originaire de la baie au Saguenay au Québec. Leur musique est un mélange de plusieurs styles musicaux incluant le folk, le rock, le reggae, le country, le funk et le psychédélisme,. Ils sont connus pour les paroles non-censurées et parfois vulgaires de leurs chansons. Le groupe s'apparente à des chansonniers tels que Plume Latraverse et Mononc Serge.

## Biographie
Olivier Simard, originaire de l'arrondissement La Baie à Saguenay, a commencé comme chansonnier pour le plaisir et divertir les gens. C'est en 2012 que le projet d'Orloge Simard débute avec la collaboration de quatre autres musiciens également originaires du Saguenay. 
En 2013, Orloge Simard sort un premier mini-album intitulé Coke calciné comportant trois chansons. Cet album est réédité en 2016 avec deux chansons supplémentaires. 
Orloge Simard a réalisé plusieurs tournées à travers le Québec principalement dans les bars et les salles alternatives. Le groupe a également participé au Festival d'été de Québec, au Woodstock en Beauce, aux Francos de Montréal et au Coup de cœur francophone. 
En 2017, le groupe est nommé dans la catégorie Prix du public au Gala alternatif de la musique indépendante du Québec. 
Orloge Simard fait le lancement d'un documentaire intitulé Saguenay Libre à la cathédrale de Chicoutimi dans le cadre de la soirée d'ouverture du festival La Noce le 3 juillet 2019. Ce documentaire aucuncadriste est tourné pendant la tournée Beuvez toujours, ne mourez jamais, il suit le groupe du lancement de l'album jusqu'à leur participation aux plus grands festivals du Québec. Le documentaire a été réalisé par Carl-Étienne Lalonde et Justin Allard et présente la démarche artistique et le personnage d'Orloge Simard.
À l'automne 2019, le groupe signe avec la boîte L-A be pour la sortie d'un nouvel album rock intitulé À chacun son Waterloo,. Orloge Simard réalise le lancement de ce nouvel album au Club Soda à Montréal le 14 février 2020. Le nouvel album, plus rock que les précédents, raconte les aventures de Roxan Puppetville, une marionnette qui accompagne le groupe dans les spectacles,. Les paroles des chansons sont également un peu moins vulgaires. Le chanteur et parolier du groupe, Olivier Simard, indique avoir expérimenté de nouvelles choses pour cet album telles que l'autodérision et laisser paraître plus de sensibilité comme dans les morceaux mélancoliques T'en souviens-tu Émilie? et Rivière-Éternité.    

## Style musical
Orloge Simard adopte une philosophie musicale nommée Le Aucuncadrisme, ce qui implique le rejet de toute forme de censure ou d’imposition. Cette philosophie se reflète dans les sujets abordés, ils racontent avec humour et absurdité les excès de la vie et la vulgarité quotidienne à travers un personnage créé pour l'occasion, Orloge Simard. Il s'agit d'une caricature absurde de la vérité et du quotidien, une façon d'exprimer le côté laid de la société. 
La réception du public face à cette vulgarité est parfois difficile, le groupe admet que les textes ne sont pas à la portée de tous et peuvent offenser ceux qui ne connaissent pas le personnage. En 2014, le groupe a dû interrompre leur spectacle lors du festival du folk sale  (aujourd'hui renommé VIRAGE) de Sainte-Rose-du-Nord. Pendant leur concert, des spectateurs mécontents ont commencé à cracher sur les musiciens, à les insulter et à monter sur scène pour débrancher leurs micros et instruments,.

## Membres
- Olivier «Orloge» Simard : Voix, Guitare, auteur-compositeur-interprète
- Guillaume Bouchard : Basse
- Maxime Bouchard : Batterie
- Andy Ellefsen : Clavier
- Jimmy Descôteaux : Guitare
- Jean-Michel Pelletier : Guitare électrique